# Siebenbürgisch-Sächsisch

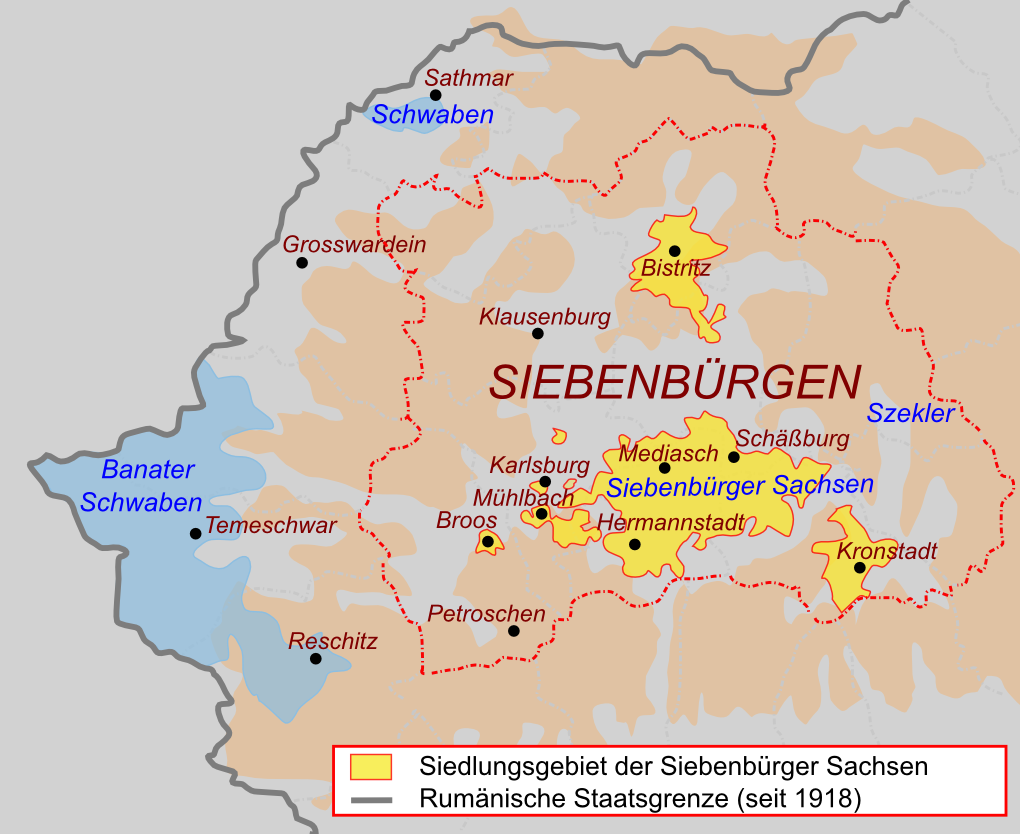
Ehemaliges Verbreitungsgebiet des Sächsischen in Süd- und Nordsiebenbürgen. Im Westen und Nordwesten Rumäniens (Banat, Sathmar) wurde Banatschwäbisch bzw. Sathmarschwäbisch gesprochen

Das Vater-unser auf Siebenbürgisch-Sächsisch (1666)

Siebenbürgisch-Sächsisch (Eigenbezeichnung: Siweberjesch Såksesch oder einfach Såksesch, rumänisch: limba săsească, dialectul săsesc oder einfach săsește, ungarisch: erdélyi szász nyelv, landlerisch: Soksisch) ist die Sprache der Siebenbürger Sachsen, einer deutschsprachigen Minderheit der Rumäniendeutschen, die seit dem Hochmittelalter in Siebenbürgen, im jetzigen Zentralrumänien, lebt. Gesprochen wird Siebenbürgisch-Sächsisch von ca. 200.000 Sprechern in Deutschland, Österreich sowie der ursprünglichen Herkunftsregion Siebenbürgen im heutigen Rumänien.

## Definition
Das Siebenbürgisch-Sächsische ist eine überwiegend moselfränkisch basierte Reliktmundart. Es ist eine der ältesten noch erhaltenen deutschen Siedlersprachen, die ab dem 12. Jahrhundert als Ausgleichsdialekt verschiedener Mundarten entstand.
Der Kontakt mit Ungarn (Szeklern) und Rumänen (Walachen) vermittelte über Jahrhunderte hinweg auch Einflüsse aus diesen Sprachen. Stärkere Prägung jedoch hatte ab dem 16. Jahrhundert die Reformation und die Sprache der Lutherbibel, wodurch das Neuhochdeutsche zur Schriftsprache der Siebenbürger Sachsen wurde. In der gesprochenen Sprache dominierte hingegen stets der siebenbürgisch-sächsische Dialekt, sowohl in den Dörfern Siebenbürgens als auch in den urbanen Zentren wie Kronstadt, Hermannstadt, Schäßburg und Bistritz.
Infolge der Flucht aus Siebenbürgen während des Zweiten Weltkrieges, der in den 1970er-Jahren einsetzenden Auswanderung nach Deutschland (siehe Freikauf von Rumäniendeutschen) und schließlich der Auswanderungswelle nach dem Ende des Kommunismus 1989 leben von den einst 250.000 (1910) heute nur noch um die 17.000 Siebenbürger Sachsen in Rumänien, die die Sprache in ihren verschiedenen Ortsmundarten noch als Muttersprache sprechen. In Deutschland, Österreich, Kanada und den USA wird das Sächsische von den Ausgewanderten teilweise noch zu Hause oder bei Treffen von siebenbürgisch-sächsischen Kulturvereinen gesprochen, aber nur selten an die zweite und dritte Generation weitergegeben, wodurch es zu den bedrohten Sprachen zu zählen ist.
Siebenbürgisch-Sächsisch ist nicht zu verwechseln mit den Dialekten anderer rumäniendeutscher Minderheiten, die jeweils eine andere Geschichte und einen eigenen Dialekt haben.

## Entstehung und Name
Siebenbürgisch-Sächsisch ist im Hochmittelalter als Ausgleichsdialekt verschiedener Siedlergruppen entstanden. Früher wurde in der Forschung vermutet, dass die Siebenbürger Sachsen in einer geschlossenen Einwanderung aus einer bestimmten deutschsprachigen Region gekommen sind, was jedoch widerlegt wurde. Dennoch spielte eine Siedlergruppe aus Niederlothringen die entscheidende Rolle bei der Ausformung der Sprache. Diese stieß in Siebenbürgen auf bereits früher eingewanderte, aber weniger zahlreiche bairische und niederdeutsche Siedler. Man nimmt an, dass der Prozess der Sprachangleichung mehrere Generationen gedauert hat. Dabei passten sich die kleineren Siedlergruppen weitgehend den moselfränkischen Sprachformen an, wodurch im Siebenbürgisch-Sächsischen eindeutig die westmitteldeutschen Formen dominieren. Genaue Aussagen zu diesem Angleichsprozess sind jedoch nur bedingt möglich, da nur wenige nicht-lateinische Texte überliefert sind.
Der älteste Text in einer dem heutigen Siebenbürgisch-Sächsisch nahestehenden Form ist erst aus dem 17. Jahrhundert überliefert. Darunter eine von Johannes Tröster stammende Beschreibung Siebenbürgens unter dem Titel Das Alt- und Neu-Teutsche Dacia (1666), welche Textbeispiele auf Siebenbürgisch-Sächsisch enthält. Ab dieser Zeit ist Siebenbürgisch-Sächsisch gut dokumentiert, wenngleich es später, besonders ab dem 19. Jahrhundert, in der Schrift weitgehend vom Neuhochdeutschen verdrängt wurde.
Mit dem historischen Volk der Sachsen hat Siebenbürgisch-Sächsisch folglich keine direkten Berührungspunkte, ebenso nicht mit dem heutigen Freistaat Sachsen, da die Kerngruppe aus dem fränkischsprachigen Niederlothringen stammte, also aus einer historischen Region, die heute zwischen Deutschland, Luxemburg, Belgien und den Niederlanden aufgeteilt ist. Die Namensgebung leitet sich vielmehr vom lateinischen Saxones in alten ungarischen Urkunden ab, womit im Mittelalter alle deutschsprachigen Siedler gemeint waren (siehe auch Siebenbürger Sachsen).
Die Eigenbezeichnung Såksesch ist ebenfalls erst in jüngerer Zeit entstanden. In den alten Bauerndialekten wurde die eigene Sprache einfach als detsch „deutsch“ bezeichnet, während in Abgrenzung dazu das Deutsch der landfremden, meist österreichischen Soldaten und Beamten in der Zeit, als Siebenbürgen habsburgisch war, mueseresch, moëseresch genannt wurde, was eigentlich „landfremd, soldatisch, unverständlich“ bedeutet.

## Charakteristika
Aufgrund der historischen Siedlungs- und Verkehrsstruktur sowie der Topographie gliedert sich Siebenbürgisch-Sächsisch in etwa 250 verschiedene Ortsdialekte, die zum Teil erhebliche Unterschiede in Lautung und Wortschatz zeigen. Dank ihrer gemeinsamen moselfränkisch-linksrheinischen Grundstruktur sowie der weitgehenden Einheitlichkeit im Konsonantismus sind sie aber dennoch untereinander weitestgehend verständlich (gegenseitige Verständlichkeit).
Kennzeichnend für alle Dialekte sind folgende Merkmale:
- Entgegen der standarddeutschen Lautung, aber entsprechend dem moselfränkischen Lautstand ist die Zweite Lautverschiebung im Siebenbürgisch-Sächsischen nur teilweise realisiert (vgl. den Artikel Rheinischer Fächer). Germanisches /t/ ist zu /s/ bzw. /ts/ verschoben etwa in Wåsser ‚Wasser‘ (niederl.: water), nåss ‚nass ‘(niederl.: nat) und Zekt ‚Zeit‘ (niederl.: tijd) heißt, aber unverschoben etwa in det ‚das‘, dåt ‚dass‘, wåt ‚was‘, genet ‚jenes‘, en gadet ‚ein gutes‘ und täschen ‚zwischen‘ (vgl. niederl. tussen).
- In allen Mundarten sind n und ch vor einem s geschwunden: Gås ‚Gans‘, aser ‚unser‘, Fuss ‚Fuchs‘, Uëßelt ‚Achsel‘.
- Viele siebenbürgisch-sächsische Mundarten kennen die rheinische Gutturalisierung: Zekt ‚Zeit‘.
- Mittelhochdeutsch /i/ ist im Siebenbürgisch-Sächsischen wie in allen moselfränkischen Mundarten vielfach zu /ä/ geworden: mät ‚mit‘, Däsch ‚Tisch‘, Fäsch ‚Fisch‘, mäschen ‚mischen‘.
- Wie das Luxemburgische diphthongiert das Siebenbürgisch-Sächsische kurze mittelhochdeutsche Vokale: Iësch ‚Asche‘, wiëschen ‚waschen‘, riëchts ‚rechts‘.

Eine großräumig definierte Unterscheidung der Dialekte kann zwischen dem nordsiebenbürgischen Mundartgebiet im Nösnerland (um Bistritz) sowie dem Reener Ländchen (um Sächsisch Regen) einerseits und dem sprecherreicheren südsiebenbürgischen Mundartgebiet um Hermannstadt und Mediasch, dem Burzenland (um Kronstadt) sowie dem Unterwald andererseits gemacht werden: Deutlichste Trennungslinie zwischen diesen beiden Dialektgruppen ist, dass die Eifeler Regel (der n-Schwund in gewissen Lautumgebungen, z. B. [käːtəštäχ] ‚Kettenstich‘ mit Schwund von /n/ vor /š/) nur im Südsiebenbürgischen gilt, wogegen allein das Nordsiebenbürgische die regressive Erweichung stimmloser Verschlusslaute vor stimmhaften kennt (z. B. [hagbret] ‚Hackbrett‘, wo /k/ vor /b/ zu /g/ wird).
Das folgende Beispiel verdeutlicht die unterschiedliche Aussprache in verschiedenen südsiebenbürgischen Ortschaften an dem Satz Eine Krähe sitzt auf einem Pfahl. Während es in Meschen (bei Mediasch) als En Kroh sätzt åf em Pohl ausgesprochen wird, lautet es im nur 3 km entfernten Nimesch En Kröëh sätzt åf em Pöëhl, während es in Großalisch (bei Schäßburg) En Kreëh sätzt åf em Peëhl lautet. Das Beispiel lässt sich in einer Vielzahl von Varianten fortsetzen. Die Leute haben sich dennoch gegenseitig, bis auf einzelne sehr ortstypische Redewendungen, ohne größere Schwierigkeiten verstanden. Es kam vor, dass beim Umzug in einen anderen Ort, um Hänseleien zu entgehen, die Aussprache des neuen Ortes angenommen wurde. Insbesondere beim Umzug in die Stadt wurde gerne die als feiner geltende städtische Aussprache angenommen. In Augenblicken der Erregung wurde dann gelegentlich doch wieder in den heimatlichen Tonfall gewechselt.
Dokumentiert wird das Siebenbürgisch-Sächsische im Siebenbürgisch-Sächsischen Wörterbuch, im Nordsiebenbürgisch-Sächsischen Wörterbuch und im Siebenbürgisch-Deutschen Sprachatlas.

## Stadtdialekte
Während die ländlichen Ortsdialekte für Personen, die nur eine standarddeutsche Sprachkompetenz haben, weitgehend unverständlich sind, haben sich im 19. und 20. Jahrhundert in den größeren Städten moderatere Formen des Siebenbürgisch-Sächsischen gebildet, die sowohl in der Aussprache als auch im Vokabular standarddeutsche Elemente aufgenommen haben. Besonders das Hermannstädter und das Kronstädter Sächsisch galten hier als vorbildhaft und wurden deshalb auch für Gedichte, Literatur und Liedertexte verwendet. Diese Formen genossen ein hohes Ansehen und wurden im Gegensatz zu Deutschland auch von bürgerlichen Kreisen und der gebildeten Schicht gesprochen, vergleichbar mit der Sprachsituation im Elsass, Luxemburg und der Schweiz.
Dennoch hatten auch diese Stadtdialekte einen beträchtlichen linguistischen Abstand zum Standarddeutschen, und es wurde scharf zwischen Siebenbürgisch-Sächsisch und dem Standarddeutsch unterschieden. Ein Gespräch wurde entweder in der einen Varietät oder in der anderen geführt, nicht aber auf einem Varietätenkontinuum hin- und hergewechselt, wie dies in Österreich und Bayern oft der Fall ist. Die Muttersprache war dabei für beinahe alle Sachsen der Dialekt, während die Kinder das Hochdeutsche in der Schule erst wie eine Fremdsprache erlernen mussten. Bis zum Ende des 19. Jahrhunderts war es deshalb auch in der evangelischen Kirche, der die Sachsen mit großer Mehrheit angehören, üblich, Siebenbürgisch-Sächsisch zu predigen und zu singen. Erst Anfang des 20. Jahrhunderts wurde Hochdeutsch als Verkündigungssprache eingeführt.

## Mehrsprachigkeit
Neben dieser bereits zwischen Siebenbürgisch-Sächsisch und Hochdeutsch bestehenden Diglossiesituation, hatten und haben viele Siebenbürger Sachsen auch noch Kompetenz im Rumänischen und oft auch im Ungarischen. Diese Mehrsprachigkeit beschränkte sich auch nicht auf gebildete Kreise, denn fast jeder Sachse hatte direkten Umgang mit rumänisch- oder ungarischsprachigen Nachbarn, Arbeitskollegen, Handwerkern, Bauern und Händlern. Während bis 1918, als Siebenbürgen zum Königreich Ungarn gehörte, klar Ungarisch die Sprache mit dem höheren Prestige war, wurde dies danach immer mehr das Rumänische. Heute sprechen beinahe alle in Rumänien lebenden Siebenbürger Sachsen fließend Rumänisch, während die Ungarischkompetenz stark zurückgegangen ist und sich fast nur noch bei älteren oder hochbetagten Personen feststellen lässt. Allerdings ist teilweise ein deutliches Gefälle in der Rumänischkompetenz zwischen Menschen, die noch vor Ende des Zweiten Weltkrieges Rumänisch gelernt haben und denen, die es später erlernten bzw. zwischen Personen aus Dörfern mit hohem Anteil von Siebenbürger Sachsen und denen aus Ortschaften mit kleinem Anteil deutschsprachiger Einwohner erkennbar.

## Kodifizierung
Siebenbürgisch-Sächsisch kennt eine von seinen Sprechern fast allgemein anerkannte Rechtschreibung, die seit 1907 vom Siebenbürgisch-Sächsischen Wörterbuch vorgegeben wird. Diese Verschriftlichungsform ähnelt sehr der luxemburgischen Schreibweise, besonders was die Konventionen zur Verschriftlichung der unterschiedlichen Vokale und Diphthonge betrifft. Es handelt sich dabei um eine unverbindliche Empfehlung an die Schreiber, die ihre persönliche Schreibweise noch an ihren jeweiligen Ortsdialekt anpassen können. Zum Zweck der einfacheren Lesbarkeit richten sich jedoch die meisten Publikationen auf Siebenbürgisch-Sächsisch nach dieser Kodifikation.
Da in Luxemburg auch Lehrbücher zum Erlernen des Luxemburgischen herausgegeben werden, wird aufgrund der großen Ähnlichkeit der beiden Sprachen Personen, die sich für Siebenbürgisch-Sächsisch interessieren, oft sogar empfohlen, die ersten Kenntnisse aus diesen luxemburgischen Publikationen zu erwerben, da es entsprechende Lehrmaterialien für das Siebenbürgisch-Sächsische nicht gibt.